# Cleveland (Texas)
Cleveland es una ciudad ubicada en el condado de Liberty en el estado estadounidense de Texas. En el Censo de 2010 tenía una población de 7.675 habitantes y una densidad poblacional de 309,49 personas por km².

## Geografía
Cleveland se encuentra ubicada en las coordenadas 30°20′21″N 95°6′1″O / 30.33917, -95.10028. Según la Oficina del Censo de los Estados Unidos, Cleveland tiene una superficie total de 24.8 km², de la cual 24.77 km² corresponden a tierra firme y (0.13%) 0.03 km² es agua.

## Demografía
Según el censo de 2010, había 7.675 personas residiendo en Cleveland. La densidad de población era de 309,49 hab./km². De los 7.675 habitantes, Cleveland estaba compuesto por el 59.11% blancos, el 24.04% eran afroamericanos, el 0.59% eran amerindios, el 1.32% eran asiáticos, el 0.01% eran isleños del Pacífico, el 12.39% eran de otras razas y el 2.54% pertenecían a dos o más razas. Del total de la población el 27.77% eran hispanos o latinos de cualquier raza.